# 1652
1652 (хиляда шестстотин петдесет и втора) година (MDCLII) е:
- високосна година, започваща в четвъртък по юлианския календар;
- високосна година, започваща в понеделник по григорианския календар (с 10 дни напред за 17 век).

Тя е 1652-рата година от новата ера и след Христа, 652-рата от 2-ро хилядолетие и 52-рата от 17 век.

## Събития
- 10 юли – Начало на първата Англо-нидерландска война (1652 – 1654).

## Родени
- 7 април – папа Климент XII († 1740 г.)
- 25 април – Борис Шереметев, руски офицер († 1719 г.)

## Починали
- 17 февруари – Грегорио Алегри, италиански композитор (* 1582)
- 2 септември – Хосе де Рибера, испански художник (* 1591 г.)